# La Aurora, Palenque
La Aurora är en ort i Mexiko.   Den ligger i kommunen Palenque och delstaten Chiapas, i den sydöstra delen av landet, 800 km öster om huvudstaden Mexico City. La Aurora ligger 312 meter över havet och antalet invånare är 609.
Terrängen runt La Aurora är huvudsakligen kuperad, men den allra närmaste omgivningen är platt. Runt La Aurora är det ganska glesbefolkat, med 34 invånare per kvadratkilometer. Närmaste större samhälle är Palenque, 13,6 km norr om La Aurora. I omgivningarna runt La Aurora växer i huvudsak städsegrön lövskog.